# الطيب قسوم
الطيب قسوم (مواليد 10 مارس 1985 في حسين داي، ولاية الجزائر) لاعب كرة قدم جزائري. هو حاليا بدون ناد. 
في 19 مايو 2009، أُحيل إلى مجلس التأديب، وأُوقف عن التدريبات حتى إشعار آخر، وذلك لرفضه البقاء في كرسي الاحتياط واللعب أساسيا في المواجهة المحلية.

## روابط خارجية
- الطيب قسوم على موقع قاعدة بيانات كرة القدم.إي يو (الإنجليزية)